# Villa Roletti
Villa Roletti è una storica residenza liberty di San Giorgio Canavese in Piemonte.

## Storia
La villa venne progettata e costruita nel 1914 quale residenza personale dal geometra Antonio Roletti, il quale volle che essa facesse pubblicità alle sue doti da progettista.

## Descrizione
L'edificio è costituito da un corpo di fabbrica alto tre piani più un piano seminterrato caratterizzato da aperture tripartite, binate o di tipo tradizionale giustapposto al quale si eleva una torretta angolare con loggiato sommitale.
L'apparato decorativo delle facciate è rappresentato da sequenze di margherite in rilievo, motivi a bugna sfaccettata, cornici arcuate e forme geometriche e fitomorfe.

## Galleria d'immagini

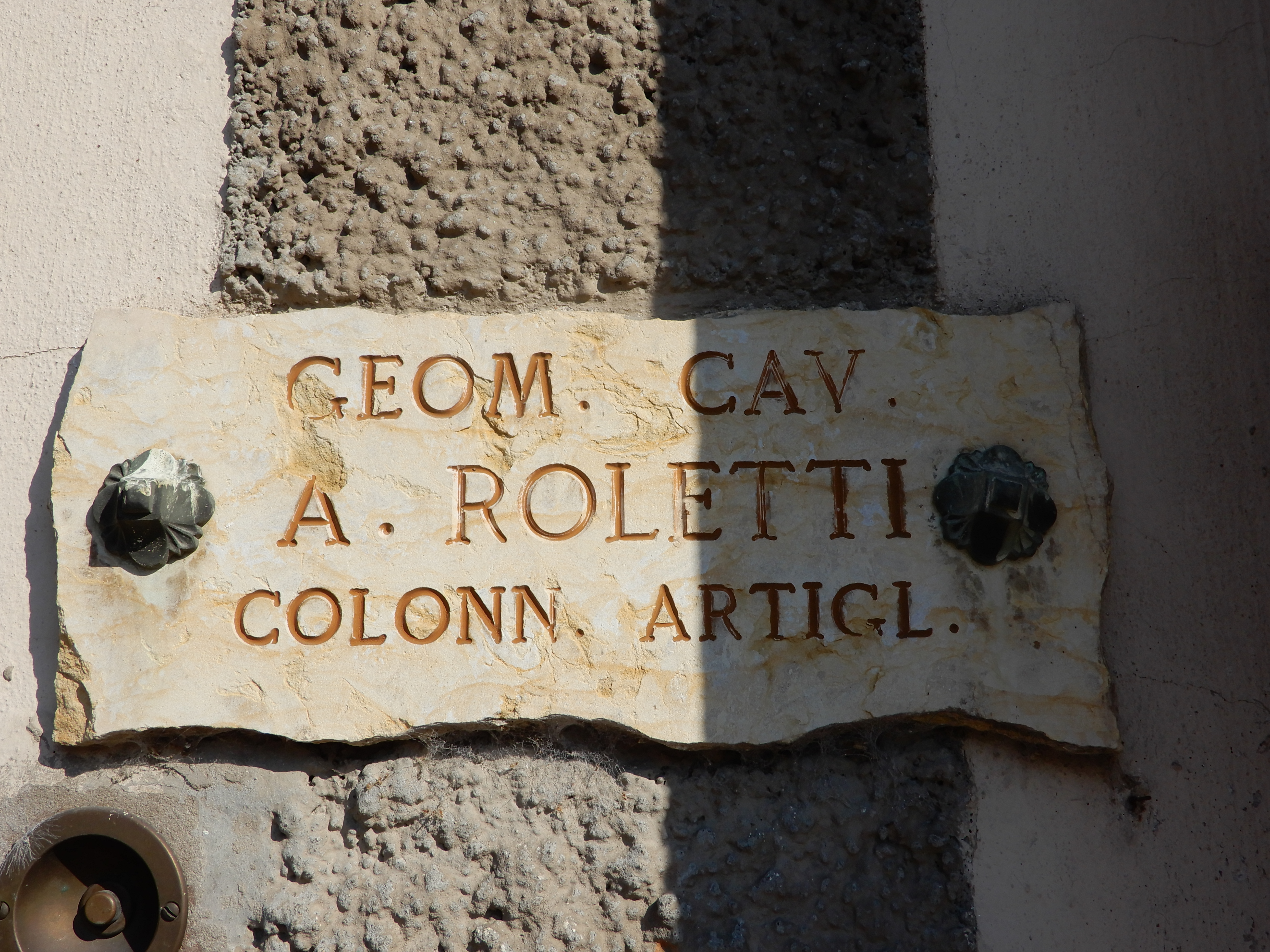
Targa Cav.Roletti
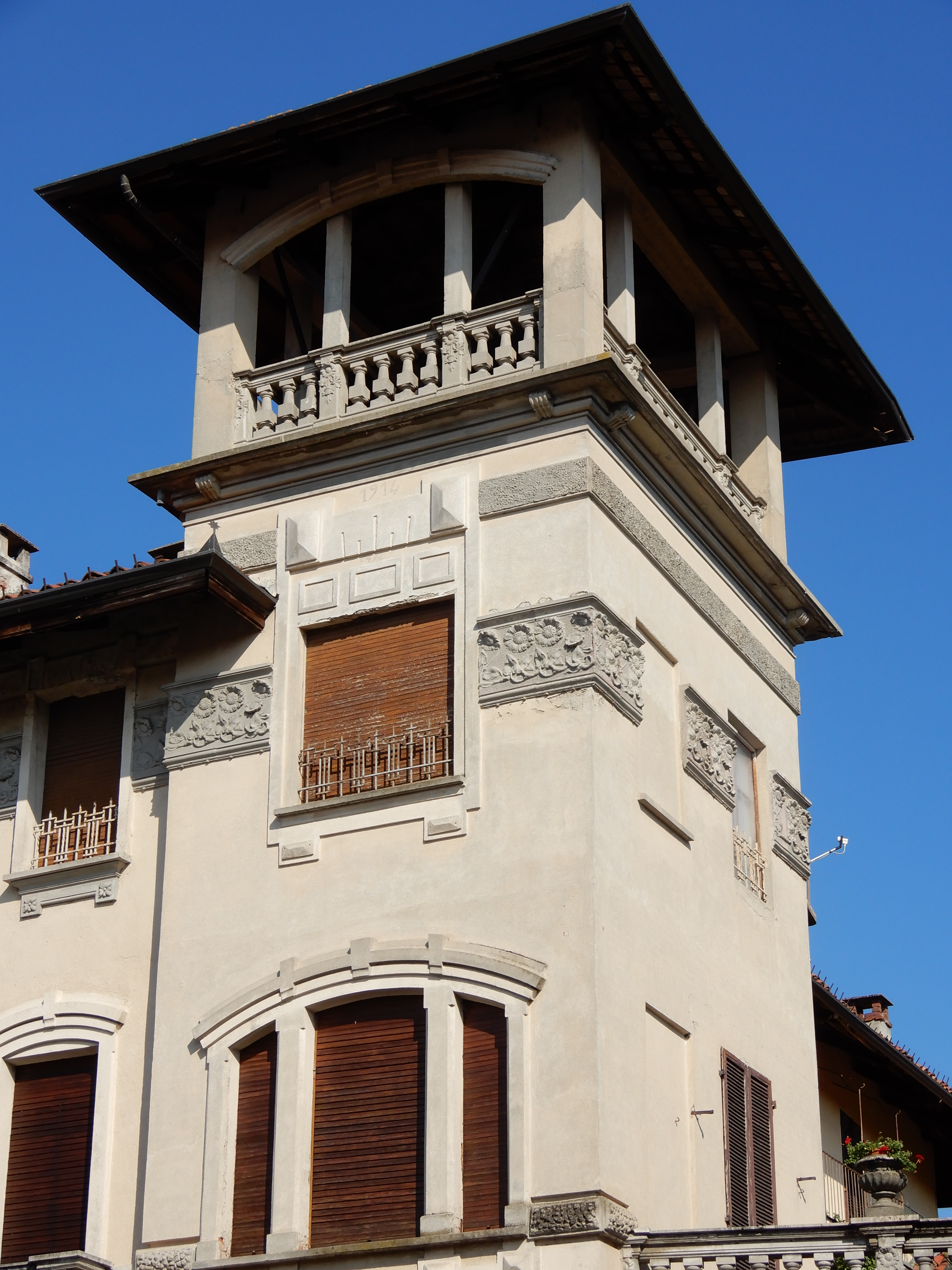
Torretta angolare
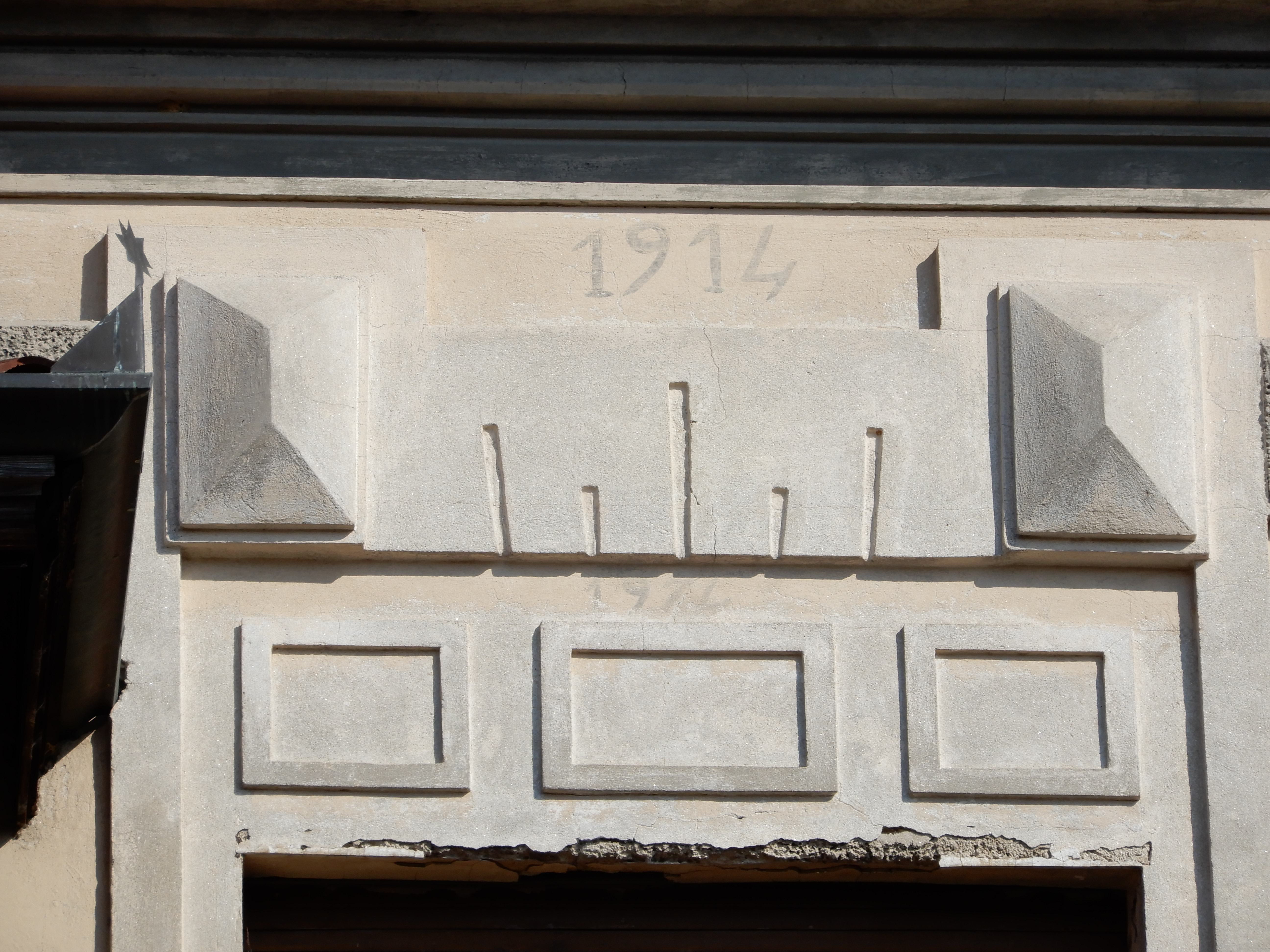
Anno di costruzione
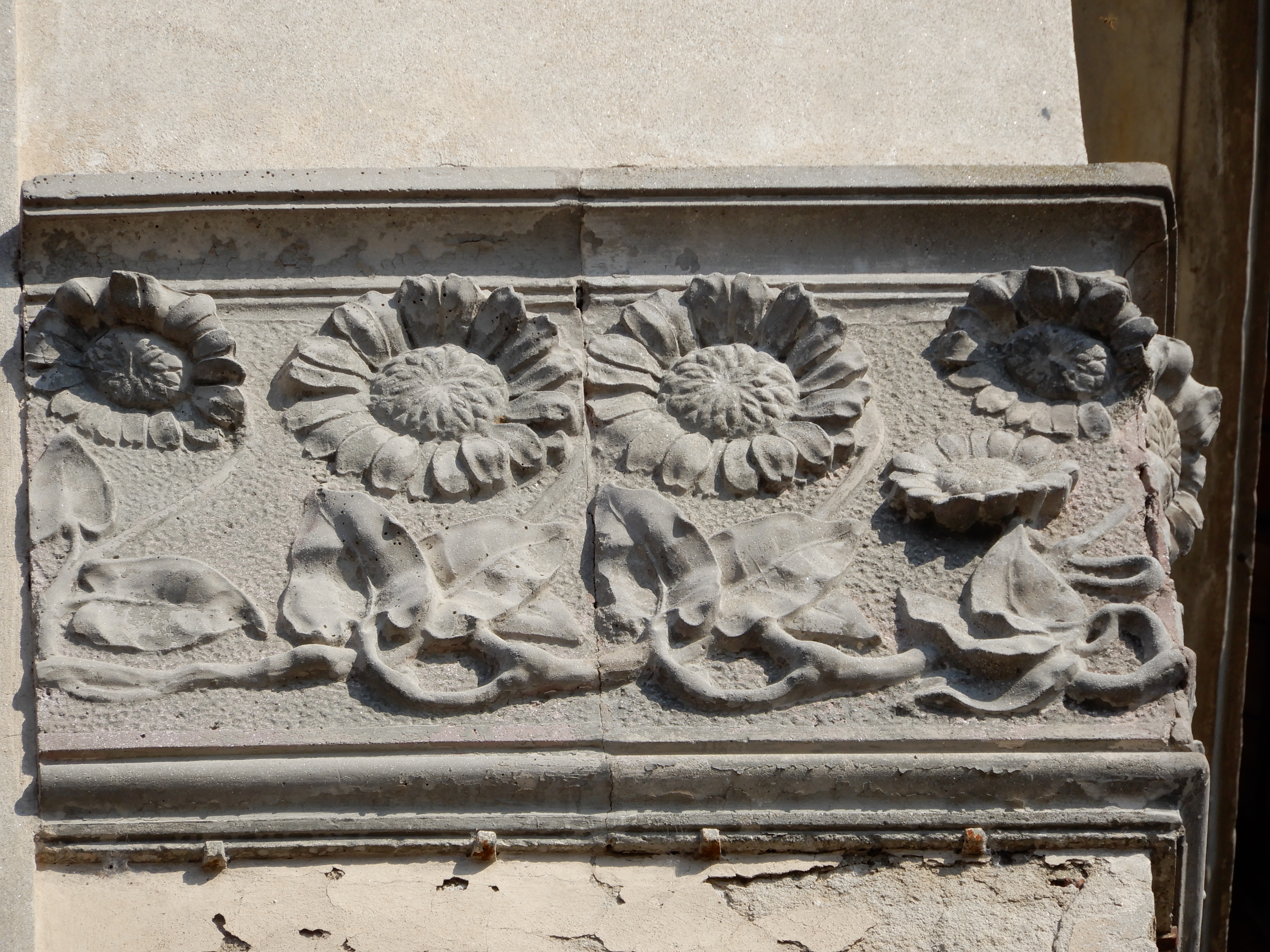
Particolare fregio a margherita